# Die Rache der Eierköpfe
Die Rache der Eierköpfe ist eine US-amerikanische Filmkomödie aus dem Jahr 1984.

## Handlung
Die besten Freunde und Nerds Lewis und Gilbert schreiben sich am Adams College ein, um Informatik zu studieren. Noch während ihrer Ankunft machen sie Bekanntschaft mit den Alpha Betas, einer Fraternity (Studentenverbindung), in der hauptsächlich Football-Spieler sind. Als diese beim abendlichen Saufgelage ihr Verbindungshaus abbrennen, wird ihnen das Wohnheim der Erstsemestler angeboten, weswegen diese und Lewis und Gilbert ausziehen müssen und in eine Sporthalle auf Feldbetten einquartiert werden. Während einige das Glück haben, in anderen Studentenverbindungen unterzukommen, bleibt dem Rest nur die Hoffnung. Durch Zufall finden sie ein altes sanierungsbedürftiges Haus, das sie renovieren und mit den anderen Ausgestoßenen beziehen. Doch schon kurz nach dem Einzug werden sie abermals von den Alpha Betas und der ihnen nahestehenden Schwesternschaft, den Pi Delta Pis, drangsaliert, sodass sich die Freunde beim griechischen Rat darüber beschweren wollen. Doch unglücklicherweise haben die Alpha Betas und deren Quarterback und Anführer Stan Gable die Präsidentschaft des Rates inne, weswegen sie die Belange der Freunde mit der Begründung ablehnen, dass lediglich Verbindungen den Rat anrufen dürfen.
Nach unzähligen Bewerbungsversuchen und Absagen erhalten die Freunde bei den Lambda Lambda Lambda (Tri-Lämmer) die Möglichkeit einer Probemitgliedschaft. Und so bereiten sie für deren Präsidenten Jefferson eine Verbindungsparty vor, um zu zeigen, dass sie der Tri-Lämmer würdig sind. Nach einigen Problemen um fehlende Frauen und Gelassenheit wird mit Hilfe von Marihuana und den weiblichen Nerds der Omega Mys eine ehrwürdige Studentenparty gefeiert, die nur durch ein paar Schweine ruiniert wird. Die Alpha Betas und Pis haben diese zusammengesammelt und auf die Party laufen lassen, um die Freunde sowohl zu demütigen als auch zu verhöhnen. Das führt allerdings nur dazu, dass sich die Nerds rächen. Mit einem Schlüpferraubzug brechen sie in das Verbindungshaus der Pis ein, um die Mädels davon abzulenken, dass sie gleichzeitig Überwachungskameras anbringen, um Nacktbilder aufnehmen zu können. Auch bei den Alpha Betas rächen sie sich, indem sie sich in die Umkleidekabine der Alpha Betas einschleichen und den Tiefschutz der Spieler mit einer extrem wirksamen Hitzecreme einschmieren. Jefferson ist derart beeindruckt vom Einfallsreichtum der Nerds, dass er sie zu Vollmitgliedern der Tri-Lämmer ernennt.
Doch die Alpha Betas lassen sich davon nicht abschrecken und setzen ein großes Zeichen in Brand, um die Nerds abzuschrecken. Als diese sich abermals beschweren wollen, kommen sie nicht weit, da der griechische Rat unter Präsidentschaft der Alpha Betas alles abblockt. Also müssen die Nerds die Präsidentschaft bei den Universitätsspielen gewinnen. Und so nehmen sie wie alle anderen Studentenverbindungen dort teil. Während sie alle Intelligenzwettbewerbe dominieren, gewinnen die Alpha Betas alle Wettbewerbe, in denen pure Kraft gefragt ist. Beim Wohltätigkeitswettbewerb gehen die Alpha Betas ebenfalls in Führung, während die Nerds nur durch die Nacktfotos der Pis, die sie zuvor mit ihren versteckten Kameras aufgenommen haben, gewinnen können. Den finalen Showact gewinnen die Nerds dank einer elektronischen Musikshow. Und so wird Gilbert zum neuen Präsidenten des griechischen Rates gewählt.
Aber die Alpha Betas können sich nur schwer mit ihrer Niederlage abfinden, weswegen sie das von den Nerds renovierte Haus demolieren und verwüsten. Als Gilbert sie zur Rede stellen will, wird er von ihnen ebenfalls nur drangsaliert. Die ganze Footballmannschaft der Alpha Betas ist kurz davor, ihn zu verprügeln, als plötzlich die schwarzen Sportler der Tri-Lämmer erscheinen und die Alpha Betas davon abhalten können. Gilbert hält anschließend eine inspirierende und moralische Rede darüber, dass er es satt habe, permanent rumgeschubst und drangsaliert zu werden. Und so fordert er jeden auf, sich ihm anzuschließen, der es auch satt hat. Nachdem sich dann alle versammelten Studenten ihm angeschlossen haben, bleiben die Alpha Betas alleine zurück.

## Kritik
Der Film erhielt gute Kritiken. So zählte die Internetseite Rotten Tomatoes von 43 gewerteten professionellen Kritiken 30 positive, was einem Wert von 70 % entspricht. Auch vom breiten Publikum wurde der Film gut aufgenommen, denn gleichzeitig werteten 73 % von 56.453 Usern den Film positiv (Stand: September 2019). Dies wiederum wird vom Onlinefilmarchiv IMDb, einer weiteren Plattform, auf der normale User ihre Filmkritiken abgeben können, tendenziell bestätigt, denn dort gaben 46.283 User dem Film durchschnittliche 6,6 von 10 möglichen Punkten (Stand: September 2019).
Hingegen kritisierte Lawrence van Gelder in der New York Times, dass dem Film jede Komik fehle und er gegenüber Frauen und Schwarzen herablassend sei (It is the absence of genuine comedy that exposes glaringly the film’s fundamental attitude of condescension and scorn toward blacks and women). Außerdem habe er lediglich eine oberflächliche Botschaft von Toleranz, Mitgefühl und Fairness (superficial message of tolerance, compassion and fair play.).

„Einfallslose Klamotte mit sexistischen Gags.“

„Mehr derber Jux als pointierte Satire.“

## Veröffentlichung
Nachdem der Film am 20. Juli 1984 seinen US-Kinostart hatte und bei einem Budget von 8 Millionen US-Dollar am Startwochenende 1,5 Millionen US-Dollar in 364 Kinos und insgesamt fast 40,9 Millionen US-Dollar in den USA einspielte, wurde er im September 1986 als Direct-to-Video-Produktion in Deutschland veröffentlicht.
Der Film hat drei Fortsetzungen. Während Die Supertrottel (1987) noch in die Kinos kam, wurden Operation Kleinhirn (1992) und Chaos Kings (1994) lediglich für das Fernsehen produziert. Auch die geplante Fernsehserie kam, nachdem der Pilotfilm, der 1991 auf FOX gezeigt wurde, wegen ihrer negativen Kritiken nie zustande.